# Jahodník trávnice

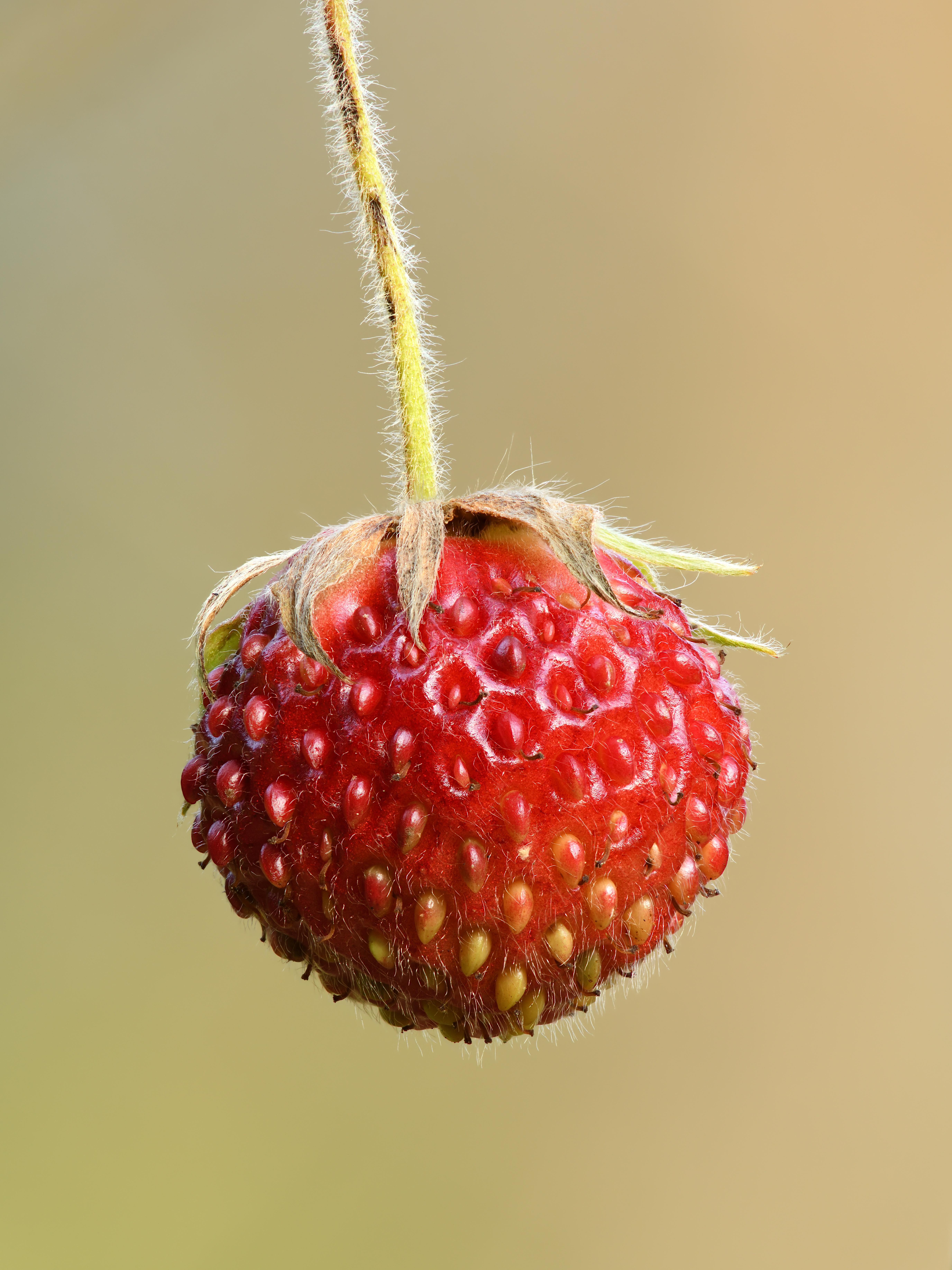
Plod

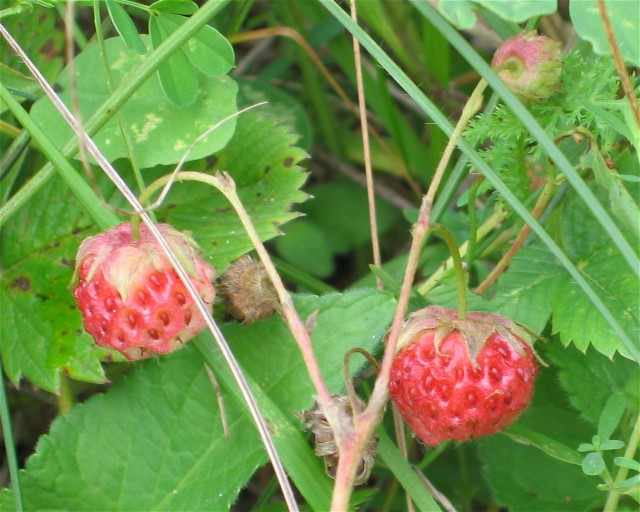
Souplodí jahodníku trávnice

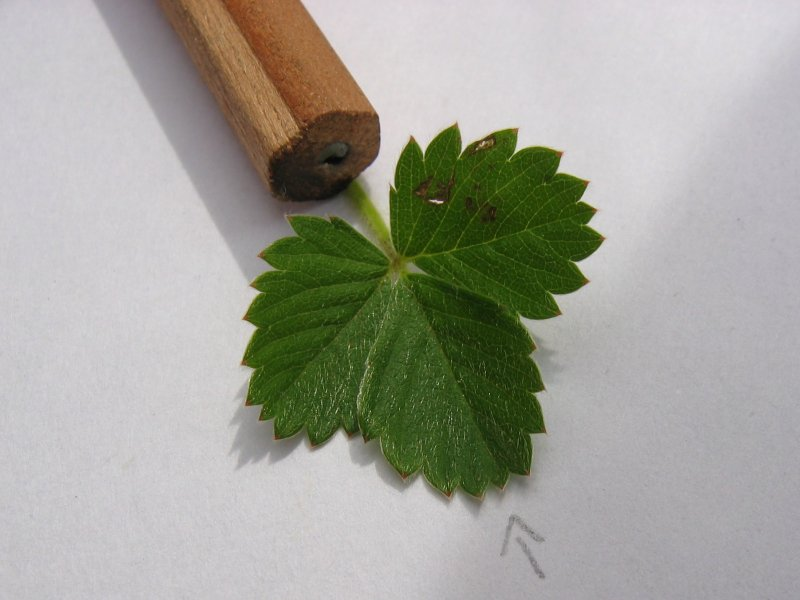
Prostřední lístek jahodníku trávnice

Jahodník trávnice (Fragaria viridis) je vytrvalá, asi 5–20 cm vysoká bylina z čeledi růžovitých. Spolu s jahodníkem obecným (Fragaria vesca) a jahodníkem truskavcem (Fragaria moschata) je jeden ze tří volně žijících druhů jahodníku na území České republiky. Často bývá zaměňován s jahodníkem obecným, od kterého se liší svým drobnějším vzrůstem a nápadně malým prostředním zubem na středním lístku. Kvete na konci května až začátkem června.

## Popis

### Stonek
Oddenek je krátký, šikmý, s velkým počtem niťovitých kořenů. Z něj vyrůstá lodyha, která je na povrchu kryta žláznatými a krycími chlupy, jež jsou v dolní polovině odstálé. V horní polovině se lodyha větví a v přízemní části vytváří listovou růžici.

### List
Listy v přízemní růžici jsou řapíkaté, trojčetné a z jejich paždí vyrůstají šlahouny. Ty jsou velmi krátké nebo zcela chybí. Řapík i lístky listů jsou kryty velmi hustě chlupy. Lístky jsou pilovitě zubaté. Tyto zuby jsou srpovitě protažené, výrazně směřují dopředu a na koncích nabývají červené barvy. Prostřední lístek je řapíkatý a jeho prostřední zub je výrazně menší než ostatní zuby, čímž se liší od ostatních druhů jahodníku. Barva těchto lístků je trávově zelená. Palisty jsou úzké, kopinaté, světlé až tmavohnědé barvy. Jejich svrchní strana je lysá, na spodní straně jsou kryty chlupy.

### Květ
Květy jsou pětičetné a oboupohlavné v chudém vrcholíku. V porovnání s jahodníkem obecným (Fragaria vesca) jsou výrazně větší. Kališní lístky jsou trojhranné, na líci chlupaté a na rubu lysé. V době zrání nabývají tmavočervené barvy a jsou přitisknuté k souplodí. Korunní lístky jsou okrouhlé, z počátku nažloutlé, poté přechází v bílou.

### Souplodí
Jahoda není jednotlivým plodem jahodníku, ale jedná se o souplodí nažek zanořených do povrchu zdužnatělého květního lůžka. Nažky jsou drobné, lesklé a jsou stejnoměrně rozloženy po povrchu jahody. Souplodí je velmi těžko oddělitelné od kalichu.Jahoda je hruškovitého tvaru a vyrůstá do velikosti zhruba 0,8–1,2 cm. Je u ní vytvořen krček bílé až narůžovělé barvy.

## Výskyt
Roste na vápencových a neutrálních podkladech, na suchých půdách, na místech slunných či mírně zastíněných. Vyskytuje se na lesních pastvinách, na výsluních křovinatých strání nebo na travnatých porostech. Snáší i silnější výkyvy teplot. Je rozšířen téměř po celé Evropě až po střední Asii a Mongolsko. Na území České republiky jej můžeme nalézt například v travinách při toku Labe nebo v oblasti Žďáru nad Sázavou.

## Rozmnožování
Rozmnožuje se nepohlavně (vegetativně), a to šlahouny vyrůstajícími z paždí listů v přízemní růžici. Tyto odnože zakořeňují a vytvářejí nové rostliny. Jahodník se může rozmnožovat i pohlavně (generativně), a to semeny. Tohoto způsobu rozmnožování se využívá především při záměrném pěstování.

## Historie
Planě rostoucí jahodník trávnice spolu s jahodníkem obecným a jahodníkem truskavcem byl pravděpodobně součástí jídelníčku primitivního člověka už v době kamenné. Tuto teorii potvrzují nálezy ve švýcarských kolových stavbách. První písemné zmínky o jahodníku se datují do starověku. O rozšíření a využívání jahod psal například Plinius starší nebo Hippokratés. Ovidius a Vergilius označili jahody za dar Matky Země.